# Leverhemangioom
Een leverhemangioom is een goedaardig gezwel dat zich in een bloedvat bevindt en voornamelijk in de lever voorkomt.
Hij kan tot 10 cm groot worden en in een vijfde van de gevallen bevinden zich meer dan één hemangioom in de lever. Ongeveer 1-2% van de Nederlandse bevolking heeft een of meer hemangiomen.
Een hemangioom wordt vaak bij toeval gevonden wanneer er bijvoorbeeld een buikecho wordt gemaakt. Ze zijn volkomen ongevaarlijk, mits de patiënt met een hemangioom geen sterke buikpijn krijgt. Dit kan wijzen op een bloeding van de hemangioom. Deze bloeding komt vrijwel nooit voor.